# Pietre d'inciampo a Firenze

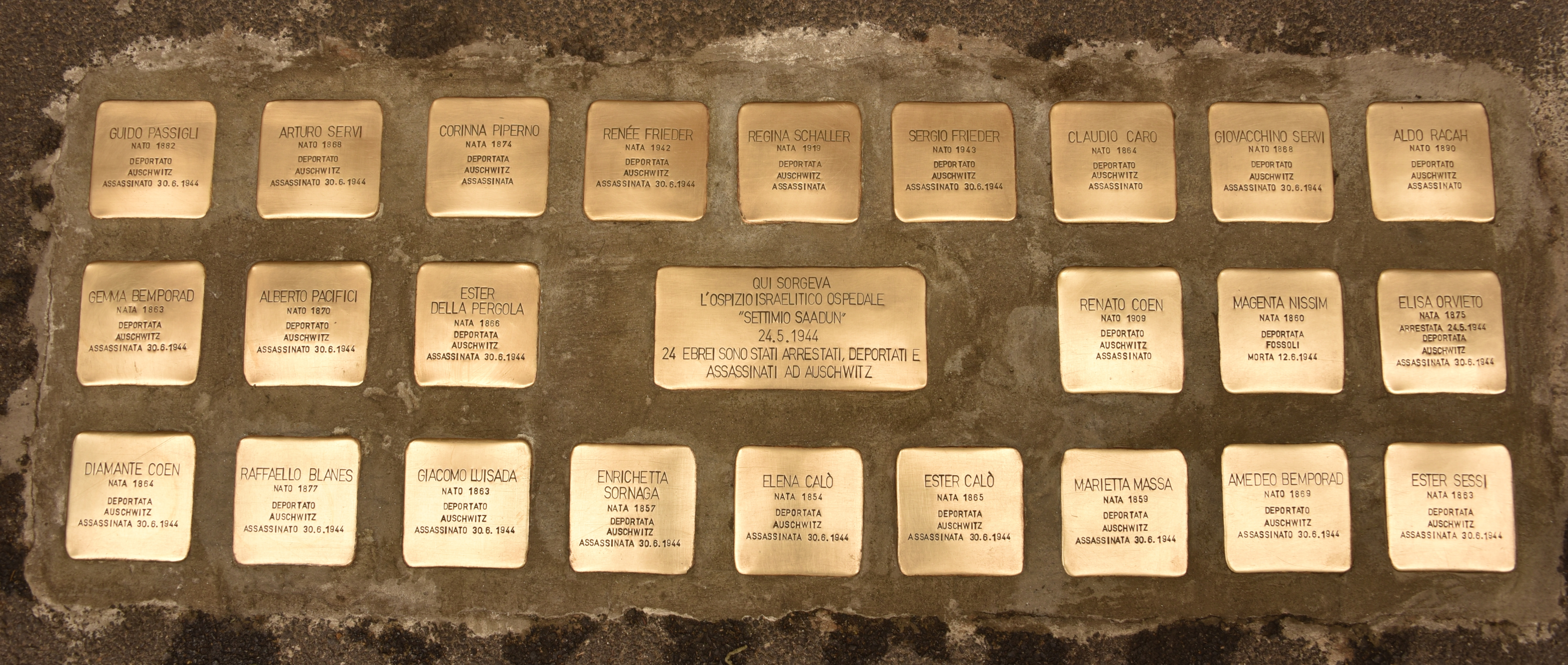
La soglia d'inciampo e le 24 pietre che commemorano i deportati dall'ospedale israelitico di via Amendola

La lista delle pietre d'Inciampo a Firenze ricorda il destino delle vittime dello sterminio nazista, qualunque sia stato il motivo della persecuzione: religione, razza, idee politiche, orientamenti sessuali. Al 2025, la città di Firenze accoglie 137 pietre d'inciampo, la prima delle quali è stata collocata il 9 gennaio 2020. Il 5 maggio 2021 è stata collocata anche una Soglia d'inciampo a ricordo dei 24 deportati dall'Ospizio Israelitico Ospedale "Settimio Saadun".

## Posizione delle pietre d'inciampo

### Quartiere 1
Il Quartiere 1 di Firenze accoglie 37 pietre d'inciampo.
| Pietra d'inciampo | Pietra d'inciampo                                       | Pietra d'inciampo | Pietra d'inciampo | Note biografiche |
| Data di posa      | Luogo di posa                                           | Stolpersteine     | Incisione | Note biografiche |
| ----------------- | ------------------------------------------------------- | ----------------- | --- | --- |
| 9 gennaio 2020    | Via Ghibellina 102 43°46′13.35″N 11°15′39.82″E          |                   | QUI ABITAVA DAVID GENAZZANI NATO 1907 ARRESTATO 19.5.1944 DEPORTATO AUSCHWITZ ASSASSINATO 10.3.1945 BUCHENWALD                                          | David Genazzani - (Firenze, 30 novembre 1907 - Buchenwald, 10 marzo 1945) |
| 9 gennaio 2020    | Via del Proconsolo 6 43°46′15.61″N 11°15′28.63″E        |                   | QUI ABITAVA ABRAMO GENAZZANI NATO 1896 ARRESTATO 27.2.1944 DEPORTATO AUSCHWITZ ASSASSINATO                                                              | Abramo Genazzani - (Livorno, 27 agosto 1896 - Buchenwald, ?????) |
| 9 gennaio 2020    | Via del Proconsolo 6 43°46′15.61″N 11°15′28.63″E        |                   | QUI ABITAVA ELENA GENAZZANI NATA 1898 ARRESTATA 24.5.1944 DEPORTATA AUSCHWITZ MORTA 12.2.1945                                                           | Elena Genazzani - (Firenze, 10 luglio 1898 - Auschwitz, 12 febbraio 1945) |
| 9 gennaio 2020    | Via del Proconsolo 6 43°46′15.61″N 11°15′28.63″E        |                   | QUI ABITAVA MARIO MELLI GENAZZANI NATO 1924 ARRESTATO 24.5.1944 DEPORTATO AUSCHWITZ ASSASSINATO DIC. 1944                                               | Mario Melli Genazzani - (Firenze, 7 dicembre 1924 - Auschwitz, dicembre 1944) |
| 23 gennaio 2020   | Piazza d'Azeglio 12 43°46′27.71″N 11°16′07.82″E         |                   | QUI ABITAVA GIUSEPPE SIEBZEHNER NATO 1863 ARRESTATO 16.1.1944 DEPORTATO AUSCHWITZ ASSASSINATO 6.2.1944                                                  | Giuseppe Siebzehner - (Vienna, 2 settembre 1863 - Auschwitz, 6 febbraio 1944) |
| 23 gennaio 2020   | Piazza d'Azeglio 12 43°46′27.71″N 11°16′07.82″E         |                   | QUI ABITAVA AMALIA KORETZ NATA 1871 ARRESTATA 16.1.1944 DEPORTATA AUSCHWITZ ASSASSINATA 6.2.1944                                                        | Amalia Koretz - (????, 15 marzo 1871 - Auschwitz, 6 febbraio 1944) |
| 18 gennaio 2022   | Via degli Speziali, 3 43°46′17.32″N 11°15′18.48″E       |                   | QUI ABITAVA ANGELA TODESCO BENEDETTI NATA 1893 DEPORTATA AUSCHWITZ ASSASSINATA 29.2.1944                                                                | Angela Todesco Benedetti (Venezia, 02 luglio 1893 - Auschwitz, 28 febbraio 1944), figlia di Eugenio e Vittoria Frank. Non sopravvive alla Shoah. |
| 18 gennaio 2022   | Via delle Oche, 11 43°46′19.91″N 11°15′20.92″E          |                   | QUI FU ARRESTATO 15.12.1943 DIODATO GASTONE SADUN NATO 1902 DEPORTATO AUSCHWITZ ASSASSINATO 31.10.1944                                                  | Diodato Gastone Sadun (Firenze, 30 marzo 1902 - Auschwitz, 31 ottobre 1944), figlio di Diodato e Bettina Camerino. Non sopravvive alla Shoah. |
| 18 gennaio 2022   | Piazza Santo Spirito, 9 43°45′58.53″N 11°14′50.83″E     |                   | QUI ABITAVA RUDOLF LEVY NATO 1875 ARRESTATO 12.12.1943 DEPORTATO AUSCHWITZ ASSASSINATO 6.2.1944                                                         | Rudolf levy - (Stettino, 15 luglio 1875 - Auschwitz, 6 febbraio 1944), figlio di Julius e Therese Riess. Non sopravvive alla Shoah. |
| 20 gennaio 2022   | Corso Italia, 19 43°46′29.8″N 11°14′18.16″E             |                   | QUI ABITAVA GASTONE VOLTERRA NATO 1887 ARRESTATO 31.1.1944 DEPORTATO AUSCHWITZ ASSASSINATO 10.4.1944                                                    | Gastone Volterra - (Firenze, 6 ottobre 1887 - Auschwitz, 10 aprile 1944), figlio di Gustavo e Adele Melli. |
| 20 gennaio 2022   | Via Alamanni, 9 43°46′35.11″N 11°14′46.49″E             |                   | QUI ABITAVA PIERO VITERBO NATO 1922 FUCILATO 27.3.1944 GUBBIO                                                                                           | Piero Viterbo - (Livorno, 10 febbraio 1922 - Gubbio, 27 marzo 1944), figlio di Guido e Elda Fornari. Fucilato alla schiena insieme ai fratelli Alberto Guetta e Pier Luigi Guetta nel corso del rastrellamento ad opera dei tedeschi nelle campagne attorno a Gubbio, alla ricerca di partigiani e renitenti alla leva. |
| 20 gennaio 2022   | Viale Rosselli, 78 43°46′45.65″N 11°14′40.62″E          |                   | QUI ABITAVA ALBERTO GUETTA NATO 1922 FUCILATO 27.3.1944 GUBBIO                                                                                          | Alberto Guetta - (Livorno, 6 gennaio 1922 - Gubbio, 27 marzo 1944), figlio di Dante e Irma Varios, fratello di Pier Luigi Guetta. Fucilato alla schiena insieme al fratello e a Piero Viterbo nel corso del rastrellamento ad opera dei tedeschi nelle campagne attorno a Gubbio, alla ricerca di partigiani e renitenti alla leva. |
| 20 gennaio 2022   | Viale Rosselli, 78 43°46′45.65″N 11°14′40.62″E          |                   | QUI ABITAVA PIERLUIGI GUETTA NATO 1925 FUCILATO 27.3.1944 GUBBIO                                                                                        | Pierluigi Guetta - (Livorno, 7 dicembre 1925 - Gubbio, 27 marzo 1944), figlio di Dante e Irma Varios, fratello di Alberto Guetta. Fucilato alla schiena insieme al fratello e a Piero Viterbo nel corso del rastrellamento ad opera dei tedeschi nelle campagne attorno a Gubbio, alla ricerca di partigiani e renitenti alla leva. |
| 16 febbraio 2022  | Via dei Pucci, 2 43°46′27.25″N 11°15′27.85″E            |                   | QUI E' STATO ARRESTATO 26.11.1943 NATHAN CASSUTO RABBINO CAPO DI FIRENZE NATO 1908 DEPORTATO AUSCHWITZ-JAWORZNO MARCIA DELLA MORTE ASSASSINATO GEN.1945 | Nathan Cassuto - (Firenze 11 ottobre 1909 - Auschwitz, 31 gennaio 1945), figlio di Umberto e Bice Corco, Vice rabbino e professore presso la scuola ebraica di Milano, dopo il 1942 è Rabbino a Firenze dove è arrestato il 26 novembre 1943 e deportato nel Reich. |
| 11febbraio 2023   | Piazza dell'Indipendenza, 5 43°46′44.38″N 11°15′14.11″E |                   | QUI ABITAVA BRUNO CAGLI NATO 1904 ARRESTATO 22.3.1944 DEPORTATO AUSCHWITZ ASSASSINATO 30.11.1944                                                        | Bruno Cagli - (Ancona, 12 dicembre 1905- Auschwitz, 30 novembre 1944), figlio di Oreste e Lina Melli. Non sopravvive alla Shoah. Una pietra d'inciampo è posata anche ad Ancona, sua città natale. |
| 11febbraio 2023   | Viale Lavagnini, 41 43°46′55.02″N 11°15′14.97″E         |                   | QUI ABITAVA VITTORIA ALATRI NATA 1871 ARRESTATA 31.8.1944 DEPORTATA AUSCHWITZ ASSASSINATA 26.2.1944                                                     | Vittoria Alatri - (Roma, 13 ottobre 1871 - Auschwitz, 26 febbraio 1944), figlia di Marco e Elvira Cave. Arrestata a Fiesole, detenuta a Fossoli, quindi deportata ad Auschwitz dove è assassinata all'arrivo al campo, il 26 febbraio 1944 |
| 11febbraio 2023   | Via Palazzuolo, 25 43°46′23.41″N 11°14′51.34″E          |                   | QUI ABITAVA AFFORTUNATA SERVI NATA 1881 ARRESTATA 26.11.1943 DEPORTATA AUSCHWITZ ASSASSINATA 11.12.1943                                                 | Affortunata Servi - (Pitigliano, 25 gennaio 1881 - Auschwitz, 11 dicembre 1943), figlia di Ulisse e Rachele Ercolina Sadun, sorella di Irma Servi. |
| 11febbraio 2023   | Via Palazzuolo, 25 43°46′23.41″N 11°14′51.34″E          |                   | QUI ABITAVA IRMA SERVI NATA 1883 ARRESTATA 26.11.1943 DEPORTATA AUSCHWITZ ASSASSINATA 11.12.1943                                                        | Irma Servi - (Pitigliano, 19 settembre 1883 - Auschwitz, 11 dicembre 1943), figlia di Ulisse e Rachele Ercolina Sadun, sorella di Affortunata Servi. |
| 11febbraio 2023   | Via dei Pilastri, 54 43°46′24.32″N 11°15′51.19″E        |                   | QUI ERA IN SERVIZIO GALILEO BACELLI NATO 1901 CATTURATO 8.9.1943 INTERNATO LINTORF MORTO 8.5.1945                                                       | Galileo Bacelli - (Mantignana, 24 maggio 1901 - Lintorf, 8 maggio 1945), carabiniere, coniugato con Nazarena Foiani dalla quale avrà tre figli. In servizio alla Legione Carabinieri di Firenze dal 1940, è catturato il giorno stesso della proclamazione dell'armistizio dell'8 settembre 1943 e deportato nel Reich. Muore a Lintorf l'8 maggio 1945. |
| 11febbraio 2023   | Via Romana, 57 43°45′46.78″N 11°14′38.53″E              |                   | QUI ABITAVA OSCAR CIPRIANI NATO 1900 ARRESTATO 8.3.1944 DEPORTATO MAUTHAUSEN ASSASSINATO 31.3.1945 EBENSEE                                              | Oscar Cipriani - (Lastra a Signa 1900 - Ebensee, 31 marzo 1945), antifascista, per la sua partecipazione allo sciopero del marzo 1944 è immediatamente arrestato e deportato nel Reich, destinato a Mauthausen, quindi Ebensee dove muore il 31 marzo 1945. |
| 12 gennaio 2023   | Via Fiume, 17 43°46′39.45″N 11°14′58.7″E                |                   | QUI ABITAVA GIULIO CESARE FORTI NATO 1910 ARRESTATO 12.3.1944 DEPORTATO AUSCHWITZ ASSASSINATO                                                           | Giulio Cesare Forti - (Firenze, 12 ottobre 1910- Auschwitz, ???), figlio di Umberto e Olga Ravenna. Arrestato, dopo la reclusione a Fossoli è deportato nel Reich destinato ad Auschwitz. Non sopravvive alla Shoah. |
| 9 gennaio 2024    | Via Ricasoli, 24 43°46′30.48″N 11°15′26.42″E            |                   | QUI FU ARRESTATO GOFFREDO PAGGI NATO 1913 ARRESTATO 7.12.1943 DEPORTATO AUSCHWITZ ASSASSINATO 30.4.1944                                                 | Goffredo Paggi - (Pitigliano, 25 dicembre 1913 - Auschwitz, 30 aprile 1944), figlio di Roberto e Angiolina Sadun. |
| 9 gennaio 2024    | Via del Proconsolo, 11 43°46′13.79″N 11°15′28.4″E       |                   | QUI ABITAVA ENRICA CALABRESI NATA 1891 ARRESTATA GEN. 1944 SUICIDA 20.1.1944 CARCERE FIRENZE                                                            | Enrica Calabresi - (Ferrara, 10 novembre 1891 - Firenze, 20 gennaio 1944), figlia di Vito e Ida Fano, scienziata. Consegue la laurea in scienze naturali nel 1914 a Firenze, è segretaria della Società Entomologica Italiana; assistente nell’Ateneo fiorentino, a causa del clima a lei ostile lascia per quello pisano finché le Leggi razziali fasciste pongono fine alla carriera accademica. Arrestata si toglie la vita il 20 gennaio 1944 nel carcere fiorentino avvelenandosi con il Fosfuro di zinco che porta con se'. |
| 9 gennaio 2024    | Piazza del Carmine, 7 43°46′06.95″N 11°14′40.16″E       |                   | QUI ABITAVA UGO CAMBI NATO 1901 ARRESTATO 11.7.1944 DEPORTATO DACHAU, BUCHENWALD ASSASSINATO 4.4.1945 BAD GANDERSHEIM                                   | Ugo Cambi - (Firenze, 12 febbraio 1901 - Bad Gardersheim, 4 aprile 1945), meccanico, antifascista. Arrestato dalla Gestapo, incarcerato prima a Bologna, quindi nel campo di transito di Bolzano a cui segue la deportazione nel Reich per Dachau e nell'ottobre del1944 trasferito a Bad Gadersheim dove è eliminato per fucilazione il 4 aprile 1945. |
| 9 gennaio 2024    | Piazza San Felice, 2 43°45′54.17″N 11°14′53.14″E        |                   | QUI ABITAVA LAURA PERUGIA SOCAL NATA 1874 ARRESTATA 31.5.1944 DEPORTATA AUSCHWITZ ASSASSINATA 30.6.1944                                                 | Laura Perugia Socal - (Pisa, 31 dicembre 1874 - Auschwitz , 30 giugno 1944), figlia di Costantino e Emma Terni, coniugata con Silvio Socal, sorella di Gilberto Perugia. Entrambi non sopravvivono alla Shoah |
| 9 gennaio 2024    | Piazza San Felice, 2 43°45′54.17″N 11°14′53.14″E        |                   | QUI ABITAVA GILBERTO PERUGIA NATO 1881 DEPORTATO AUSCHWITZ ASSASSINATO 6.8.1944                                                                         | Gilberto Perugia - (Pisa, 30 settembre 1881 - Auschwitz, 31 marzo 1945), figlio di Costantino e Emma Terni, fratello di Laura Perugia. Così come la sorella non sopravvive alla Shoah.. |
| 14 gennaio 2025   | Via de' Pucci, 2 43°46′27.25″N 11°15′27.85″E            |                   | QUI ABITAVA UMBERTO LASCAR NATO 1883 ARRESTATO 27.11.1943 DEPORTATO AUSCHWITZ ASSASSINATO                                                               | Umberto Lascar - (Lucca, 1883 - Auschwitz, ???), figlio di Felice e Adele Moscati, coniugato con Ada Procaccia, genitore di Luciana e Wanda Lascar. Arrestato con tutta la famiglia a Firenze nel novembre del 1943 è deportato nel Reich con la moglie, con destinazione Auschwitz, anticipando di due mesi, nel medesimo tragico destino, le due figlie. Nessuno della famiglia sopravvive alla Shoah. |
| 14 gennaio 2025   | Via de' Pucci, 2 43°46′27.25″N 11°15′27.85″E            |                   | QUI ABITAVA ADA PROCACCIA LASCAR NATA 1885 ARRESTATA 27.11.1943 DEPORTATA AUSCHWITZ ASSASSINATA                                                         | Ada Procaccia - (Livorno, 04 aprile 1885 - Auschwitz, ???), figlia di Napoleone e Argia Ferro, coniugata con Umberto Lascar, genitore di Luciana e Wanda Lascar. Condivide il tragico destino del marito e delle figlie. Non sopravvive alla Shoah. |
| 14 gennaio 2025   | Via de' Pucci, 2 43°46′27.25″N 11°15′27.85″E            |                   | QUI ABITAVA WANDA LASCAR NATO 1923 ARRESTATA 27.11.1943 DEPORTATA AUSCHWITZ ASSASSINATA                                                                 | Wanda Lascar - (Siena, 15 aprile 1923 - Auschwitz, ???), figlia di Umberto e Ada Procaccia, sorella di Luciana Lascar. Arrestata con i genitori e la sorella, con questa, con la quale condivideva l'attività clandestina di aiuto agli ebrei stranieri arivati a Firenze senza sostentamenti, è deportata nel Reich con destinazione Auschwitz seguendo di due mesi i genitori nel medesimo tragico destino. Non sopravvive alla Shoah.                                                                                          |
| 14 gennaio 2025   | Via de' Pucci, 2 43°46′27.25″N 11°15′27.85″E            |                   | QUI ABITAVA LUCIANA LASCAR NATA 1925 ARRESTATA 27.11.1943 DEPORTATA AUSCHWITZ ASSASSINATA                                                               | Luciana Lascar - (Siena, 9 aprile 1925 - Auschwitz, ???), figlia di Umberto e Ada Procaccia, sorella di Wanda Lascar. Arrestata con i genitori e la sorella, con questa, con la quale condivideva l'attività clandestina di aiuto agli ebrei stranieri arivati a Firenze senza sostentamenti, è deportata nel Reich con destinazione Auschwitz seguendo di due mesi i genitori nel medesimo tragico destino. Non sopravvive alla Shoah.                                                                                           |
| 16 gennaio 2025   | Via Duca D'Aosta, 2 43°46′54.39″N 11°15′34.74″E         |                   | QUI ABITAVA BIANCA BASSANO CUTRI' NATA 1876 ARRESTATA 10.3.1944 DEPORTATA AUSCHWITZ ASSASSINATA 10.4.1944                                               | Bianca Bassano Cutrì - (Firenze, 1 aprile 1876 - Auschwitz, 10 aprile 1876), figlia di Salomone e Emilia D'Urbino , coniugata con Luigi Cutrì, sorella di Rita Bassano. Arrestata con la sorella, entrambe internate a Fossoli prima della deportazione nel Reich con destinazione Auschwitz dove vengono entrambe assassinate all'arrivo al campo il 10 aprile 1944. |
| 16 gennaio 2025   | Via Duca D'Aosta, 2 43°46′54.39″N 11°15′34.74″E         |                   | QUI ABITAVA RITA BASSANO NATA 1880 ARRESTATA 10.3.1944 DEPORTATA AUSCHWITZ ASSASSINATA 10.4.1944                                                        | Rita Bassano - (Siena, 22 marzo 1880 - Auschwitz, 10 aprile 1944), figlia di Salomone e Emilia D'Urbino, sorella di Bianca Bassano. Arrestata con la sorella, entrambe internate a Fossoli prima della deportazione nel Reich con destinazione Auschwitz dove vengono entrambe assassinate all'arrivo al campo il 10 aprile 1944. |
| 16 gennaio 2025   | Via Ottavio Rinuccini, 36 43°47′04.03″N 11°13′45.58″E   |                   | QUI ABITAVA ALFREDO SPIZZICHINO NATO 1869 ARRESTATO 24.1.1944 DEPORTATO AUSCHWITZ ASSASSINATO 6.2.1944                                                  | Alfredo Spizzichino - (Pitigliano, 18 luglio 1869 - Auschwitz, 6 febbraio 1944), figlio di Giacobbe e Speranza Tedeschi, coniugato con Fernanda Servi, genitore di Rina Spizzichino. Arrestato ad Impruneta insieme alla famiglia, alla detenzione nel carcere milanese di San Vittore segue la deportazione nel Reich con destinazione Auschwitz. Assassinato all'arrivo al campo il 6 febbraio 1944. |
| 16 gennaio 2025   | Via Ottavio Rinuccini, 36 43°47′04.03″N 11°13′45.58″E   |                   | QUI ABITAVA FERNANDA SERVI SPIZZICHINO NATA 1875 ARRESTATA 24.1.1944 DEPORTATA AUSCHWITZ ASSASSINATA 6.2.1944                                           | Fernanda Servi Spizzichino - (Pitigliano, 4 novembre 1875 - Auschwitz, 6 febbraio 1944), figlia di Ulisse e Rachele Ercolina Sadun, coniugata con Alfredo Spizzichino, madre di Rina Spizzichino. Arrestata ad Impruneta insieme alla famiglia, alla detenzione nel carcere milanese di San Vittore segue la deportazione nel Reich con destinazione Auschwitz. Assassinata all'arrivo al campo il 6 febbraio 1944. |
| 16 gennaio 2025   | Via Ottavio Rinuccini, 36 43°47′04.03″N 11°13′45.58″E   |                   | QUI ABITAVA RINA SPIZZICHINO NATA 1920 ARRESTATA 24.1.1944 DEPORTATA AUSCHWITZ ASSASSINATA                                                              | Rina Spizzichino - (Pitigliano, 30 giugno 1920 - Auschwitz, ???), figlia di Alfredo e Fernanda Servi. Arrestata con i genitori, subisce il medesimo tragico destino. Non sopravvive alla Shoah. |
| 22 gennaio 2025   | Via Dell'Orto, 20 43°46′08.78″N 11°14′26.95″E           |                   | QUI ABITAVA BRUNO MOSCATO NATO 1897 ARRESTATO 3.4.1944 DEPORTATO AUSCHWITZ ASSASSINATO                                                                  | Bruno Moscato - (Firenze, 25 agosto 1897 - Auschwitz, ???), figlio di Angelo e Allegra Treves, fratello di Fiammetta Moscato. Arrestato è internato a Fossoli prima della deportazione nel Reich con destinazione Auschwitz. Non sopravvive alla Shoah. |
| 22 gennaio 2025   | Via Dell'Orto, 20 43°46′08.78″N 11°14′26.95″E           |                   | QUI ABITAVA FIAMMETTA MOSCATO NATA 1884 ARRESTATA APR.1944 DEPORTATA AUSCHWITZ ASSASSINATA                                                              | Fiammetta Moscato - (Firenze, 28 dicembre 1884 - Auschwitz, ???), figlia di Angelo e Allegra Treves, sorella di Bruno Moscato, coniugata con Ferdinando Duri. Arrestata è internata a Fossoli prima della deportazione nel Reich con destinazione Auschwitz. Non sopravvive alla Shoah. |

### Quartiere 2
Il Quartiere 2 di Firenze accoglie 61 pietre d'inciampo.
| Pietra d'inciampo | Pietra d'inciampo                                     | Pietra d'inciampo | Pietra d'inciampo | Note biografiche |
| Data di posa      | Luogo di posa                                         | Stolpersteine     | Incisione | Note biografiche |
| ----------------- | ----------------------------------------------------- | ----------------- | --- | --- |
| 9 gennaio 2020    | Piazza Donatello, 15 43°46′42.9″N 11°16′04.08″E       |                   | QUI ABITAVA CLOTILDE LEVI NATA 1864 ARRESTATA GEN.1944 DEPORTATA AUSCHWITZ ASSASSINATA                                                     | Clotilde Levi - (Firenze, 17 luglio 1864 - Auschwitz, ???) |
| 23 gennaio 2020   | Via Bovio, 1 43°46′22.63″N 11°16′28.01″E              |                   | QUI ABITAVA GIORGIO LEVI DELLE TREZZE NATO 1870 ARRESTATO 21.2.1944 DEPORTATO AUSCHWITZ ASSASSINATO 10.4.1944                              | Giorgio Levi Delle Trezze - (Venezia, 7 settembre 1870 - Auschwitz, 10 aprile 1944) |
| 23 gennaio 2020   | Via Bovio, 1 43°46′22.63″N 11°16′28.01″E              |                   | QUI ABITAVA XENIA HAYA POLIAKOV NATA 1872 ARRESTATA 21.2.1944 DEPORTATA AUSCHWITZ ASSASSINATA 10.4.1944                                    | Xenia Haya Poliakova - (Mosca, 3 settembre 1872 - Auschwitz, 10 aprile 1944) |
| 23 gennaio 2020   | Via Bovio, 7 43°46′23.73″N 11°16′27.31″E              |                   | QUI ABITAVA LUCIA LEVI NATA 1879 ARRESTATA APR.1944 DEPORTATA AUSCHWITZ ASSASSINATA 30.6.1944                                              | Lucia Levi - (Bagno a Ripoli, 29 agosto 1879 - Auschwitz, 30 giugno 1944) |
| 23 gennaio 2020   | Piazza delle Cure, 7 43°47′12.09″N 11°16′09.66″E      |                   | QUI ABITAVA ALDO LEVI NATO 1911 ARRESTATO 1.3.1944 DEPORTATO AUSCHWITZ ASSASSINATO 20.1.1945                                               | Aldo Levi - (Fauglia, 24 settembre 1911 - Auschwitz, 20 gennaio 1945) |
| 23 gennaio 2020   | Piazza delle Cure, 7 43°47′12.09″N 11°16′09.66″E      |                   | QUI ABITAVA ADRIANA CASTELLI NATA 1886 ARRESTATA 1.3.1944 DEPORTATA AUSCHWITZ ASSASSINATA 14.4.1944                                        | Adriana Castelli - (Livorno, 2 dicembre 1886 - Auschwitz, 14 aprile 1944) |
| 23 gennaio 2020   | Piazza delle Cure, 7 43°47′12.09″N 11°16′09.66″E      |                   | QUI ABITAVA GIULIO LEVI NATO 1878 ARRESTATO 1.3.1944 DEPORTATO AUSCHWITZ ASSASSINATO 14.4.1944                                             | Giulio Levi - (Casale Monferrato, 24 novembre 1878 - Auschwitz, 14 aprile 1944) |
| 23 gennaio 2020   | via Marsala, 2 43°46′28.96″N 11°17′08.01″E            |                   | QUI ABITAVA AMELIA GALLICO NATA 1893 ARRESTATA 6.11.1943 DEPORTATA AUSCHWITZ ASSASSINATA                                                   | Amelia Gallico - (Firenze, 24 febbraio 1893 - Auschwitz, ?????) |
| 23 gennaio 2020   | via Marsala, 2 43°46′28.96″N 11°17′08.01″E            |                   | QUI ABITAVA AUGUSTO GALLICO NATO 1892 ARRESTATO 6.11.1943 DEPORTATO AUSCHWITZ ASSASSINATO                                                  | Augusto Gallico - (Firenze, 25 settembre 1892 - Auschwitz, ?????) |
| 23 gennaio 2020   | via Marsala, 2 43°46′28.96″N 11°17′08.01″E            |                   | QUI ABITAVA LUCIO GALLICO NATO 1933 ARRESTATO 6.11.1943 DEPORTATO AUSCHWITZ ASSASSINATO 14.11.1943                                         | Lucio Gallico - (Tunisi, 28 gennaio 1933 - Auschwitz, 14 novembre 1943) |
| 23 gennaio 2020   | via Marsala, 2 43°46′28.96″N 11°17′08.01″E            |                   | QUI ABITAVA SERGIO GALLICO NATO 1918 ARRESTATO 6.11.1943 DEPORTATO AUSCHWITZ ASSASSINATO 14.11.1943                                        | Sergio Gallico - (Bettola di Piacenza, 20 luglio 1918 - Auschwitz, 14 novembre 1943) |
| 23 gennaio 2020   | via Marsala, 2 43°46′28.96″N 11°17′08.01″E            |                   | QUI ABITAVA GIULIA PACIFICI NATA 1884 ARRESTATA 27.4.1944 DEPORTATA AUSCHWITZ ASSASSINATA 23.5.1944                                        | Giulia Pacifici - (Firenze, 14 settembre 1884 - Auschwitz, 23 maggio 1944) |
| 5 maggio 2021     | Via Amendola, 2 43°45′59.84″N 11°16′17.59″E           |                   | QUI SORGEVA L'OSPIZIO ISRAELITICO OSPEDALE "SETTIMIO SAADUN" 24.5.1944 24 EBREI SONO STATI ARRESTATI, DEPORTATI E ASSASSINATI AD AUSCHWITZ | |
| 5 maggio 2021     | Via Amendola, 2 43°45′59.84″N 11°16′17.59″E           |                   | GUIDO PASSIGLI NATO 1882 DEPORTATO AUSCHWITZ ASSASSINATO 30.6.1944                                                                         | Guido Passigli - (Firenze, 27 febbraio 1882 - Auschwitz, 30 giugno 1944), figlio di Abramo e Dolce Calò. |
| 5 maggio 2021     | Via Amendola, 2 43°45′59.84″N 11°16′17.59″E           |                   | ARTURO SERVI NATO 1868 DEPORTATO AUSCHWITZ ASSASSINATO 30.6.1944                                                                           | Arturo Servi - (Firenze, 22 settembre 1868 - Auschwitz, 30 giugno 1944), figlio di Leone e Alessandra Calò. |
| 5 maggio 2021     | Via Amendola, 2 43°45′59.84″N 11°16′17.59″E           |                   | CORINNA PIPERNO NATA 1874 DEPORTATA AUSCHWITZ ASSASSINATA                                                                                  | Corinna Piperno - (Livorno, 15 novembre 1874 - Auschwitz, ???), figlia di Leone e Carolina Misul. |
| 5 maggio 2021     | Via Amendola, 2 43°45′59.84″N 11°16′17.59″E           |                   | REGINA SCHALLER NATA 1919 DEPORTATA AUSCHWITZ ASSASSINATA                                                                                  | Regina Schaller - (Metz, 12 ottobre 1919 - Auschwitz, ???), figlia di Bernard, coniugata Frieder, madre di Renèè e Sergio. |
| 5 maggio 2021     | Via Amendola, 2 43°45′59.84″N 11°16′17.59″E           |                   | RENÉE FRIEDER NATA 1842 DEPORTATA AUSCHWITZ ASSASSINATA 30.6.1944                                                                          | Renée Frieder - (Clermont-Ferrand, 3 maggio 1942 - Auschwitz, 30 giugno 1944), figlia di Léo e Regina Schaller Frieder. |
| 5 maggio 2021     | Via Amendola, 2 43°45′59.84″N 11°16′17.59″E           |                   | SERGIO FRIEDER NATO 1943 DEPORTATO AUSCHWITZ ASSASSINATO 30.6.1944                                                                         | Sergio Frieder - (???, 2 novembre 1943- Auschwitz, 30 giugno 1944), figlio di Léo e Regina Schaller. |
| 5 maggio 2021     | Via Amendola, 2 43°45′59.84″N 11°16′17.59″E           |                   | CLAUDIO CARO NATO 1864 DEPORTATO AUSCHWITZ ASSASSINATO                                                                                     | Claudio Caro (Livorno, 14 novembre 1864 - Auschwitz, ???), figlio di Moisè e Fortunata Morais. |
| 5 maggio 2021     | Via Amendola, 2 43°45′59.84″N 11°16′17.59″E           |                   | GIOVACCHINO SERVI NATO 1868 DEPORTATO AUSCHWITZ ASSASSINATO 30.6.1944                                                                      | Giovacchino Servi (Firenze, 19 settembre 1862 - Auschwitz, 30 giugno 1944), figlio di Samuele ed Enrichetta Procacci. Anche la figlia Ida Servi è vittima della Shoah. |
| 5 maggio 2021     | Via Amendola, 2 43°45′59.84″N 11°16′17.59″E           |                   | ALDO RACAH NATO 1890 DEPORTATO AUSCHWITZ ASSASSINATO                                                                                       | Aldo Racah - (Firenze, 15 dicembre 189o - Auschwitz, ???), figlio di Dario e Amalia Lopes Pegna. |
| 5 maggio 2021     | Via Amendola, 2 43°45′59.84″N 11°16′17.59″E           |                   | GEMMA BEMPORAD NATA 1863 DEPORTATA AUSCHWITZ ASSASSINATA 30.6.1944                                                                         | Gemma Bemporad - (Siena, 7 gennaio 1863 - Auschwitz, 30 giugno 1944), figlia di Giovanni e Fortunata Passigli, vedova di Raffaele Fiano, nonna paterna di Nedo Fiano, unico sopravvissuto ad Auschwitz di tutta la famiglia, che la ricorda nelle sue memorie. |
| 5 maggio 2021     | Via Amendola, 2 43°45′59.84″N 11°16′17.59″E           |                   | ALBERTO PACIFICI NATO 1870 DEPORTATO AUSCHWITZ ASSASSINATO 30.6.1944                                                                       | Alberto Pacifici - (Firenze, 18 ottobre 1870 - Auschwitz, 30 giugno 1944), di Angiolo e Cesira Castelnuovo, coniugato con Elena Levi. Nominato direttore dell’Ospizio Israelitico da Giovanni F. Martelloni, capo dell’Ufficio Affari Ebraico, solo qualche settimana prima dell'incursione e serie di arresti. Anche le due figlie e una nipote sono arrestate e deportate. Sopravvive alla Shoah solo la nipote. |
| 5 maggio 2021     | Via Amendola, 2 43°45′59.84″N 11°16′17.59″E           |                   | ESTER DELLA PERGOLA NATA 1866 DEPORTATA AUSCHWITZ ASSASSINATA 30.6.1944                                                                    | Ester Della Pergola - (Signa, 20 novembre 1866 - Auschwitz, 30 giugno 1944), figlia di David e Rachele Orvieto. Incontra un fratello sul treno che li deporta entrambi ad Auschewitz. Entrambi non sopravvivono alla Shoah. |
| 5 maggio 2021     | Via Amendola, 2 43°45′59.84″N 11°16′17.59″E           |                   | RENATO COEN NATO 1909 DEPORTATO AUSCHWITZ ASSASSINATO                                                                                      | Renato Coen - (Ancona, 30 aprile 1908 - Auschwitz, ???), di Edmondo e Ida Rosa Portaleoni, coniugato con Ines Orvieto. È il portiere all’Ospizio Israelitico. Alcune fonti dell'epoca lo indicano in rapporti stretti ed ambigui con l'Ufficio Affari Ebraici, responsabile di ignobili razzie e arresti nei confronti degli ebrei fiorentini, ma egli stesso non fu risparmiato ed è vittima della Shoah. |
| 5 maggio 2021     | Via Amendola, 2 43°45′59.84″N 11°16′17.59″E           |                   | MAGENTA NISSIM NATA 1860 DEPORTATA FOSSOLI MORTA 12.6.1944                                                                                 | Magenta Nissim - (Firenze, 18 settembre 1860 - Fossoli, 12 giugno 1944), figlia di Angiolo ed Elvira (Eva) Castelli. Arrestata con gli altri ospiti della struttura, muore nel campo di detenzione di Fossoli prima della deportazione. |
| 5 maggio 2021     | Via Amendola, 2 43°45′59.84″N 11°16′17.59″E           |                   | ELISA ORVIETO NATA 1875 DEPORTATA AUSCHWITZ ASSASSINATA 30.6.1944                                                                          | Elisa Orvieto - (Firenze, 20 dicembre 1875 - Auschwitz, 30 giugno 1944), figlia di Angelo ed Elvira Bolaffi. Anche il figlio Eligio subisce la sorte della mamma: è deportato nel Reich con lo stesso convoglio di Primo Levi. Elisa e Eligio non sopravvivono alla Shoah. |
| 5 maggio 2021     | Via Amendola, 2 43°45′59.84″N 11°16′17.59″E           |                   | DIAMANTE COEN NATA 1864 DEPORTATA AUSCHWITZ ASSASSINATA 30.6.1944                                                                          | Diamante Coen - (Ancona, 7 giugno 1864 - Auschwitz, 30 giugno 1944), figlia di Pellegrino e Matilde Almagià, bisnonna di Daniela e Andrea Belgrado, figli del già rabbino di Firenze, Fernando Belgrado |
| 5 maggio 2021     | Via Amendola, 2 43°45′59.84″N 11°16′17.59″E           |                   | RAFFAELLO BLANES NATO 1877 DEPORTATO AUSCHWITZ ASSASSINATO 30.6.1944                                                                       | Raffaello Blanes - (Firenze, 10 febbraio 1877 - Auschwitz, 30 giugno 1944), di Salomon e Rosa Marini. |
| 5 maggio 2021     | Via Amendola, 2 43°45′59.84″N 11°16′17.59″E           |                   | GIACOMO LUISADA NATO 1863 DEPORTATO AUSCHWITZ ASSASSINATO 30.6.1944                                                                        | Giacomo Luisada - (Livorno, 7 maggio 1863 - Auschwitz, 30 giugno 1944), figlio di Samuele ed Enrichetta Coen. |
| 5 maggio 2021     | Via Amendola, 2 43°45′59.84″N 11°16′17.59″E           |                   | ENRICHETTA SORNAGA NATA 1864 DEPORTATA AUSCHWITZ ASSASSINATA 30.6.1944                                                                     | Enrichetta Sornaga - (Firenze, 23 dicembre 1857 - Auschwitz, 30 giugno 1944), figlia di Giuseppe e Anna Sogliani. |
| 5 maggio 2021     | Via Amendola, 2 43°45′59.84″N 11°16′17.59″E           |                   | ELENA CALÒ NATA 1854 DEPORTATA AUSCHWITZ ASSASSINATA 30.6.1944                                                                             | Elena Calo - (Firenze, 5 settembre 1854 - Auschwitz, 30 giugno 1944), figlia di Leone e Rachele Calò, anche suo figlio Corrado Servi (1877-944) è vittima della Shoah: arrestato a Firenze nella primavera del 1944, deportato un mese circa prima di sua madre e come lei assassinato ad Auschwitz. |
| 5 maggio 2021     | Via Amendola, 2 43°45′59.84″N 11°16′17.59″E           |                   | ESTER CALÒ NATA 1865 DEPORTATA AUSCHWITZ ASSASSINATA 30.6.1944                                                                             | Ester Calo - (Firenze, 18 febbraio 1865 - Auschwitz, 30 giugno 1944), figlia di Samuele e di Rosa Procaccia, vedova di Giuseppe Dina dal 1935, che sposò a Venezia nel febbraio 1882. Da Fossoli sul convoglio che la deporta nel Reich e giunge ad Auschwitz il 30 giugno 1944, incontra il fratello Ernesto e la sorella Elena, vittime della "Banda Carità". Nessuno sopravvive alla Shoah |
| 5 maggio 2021     | Via Amendola, 2 43°45′59.84″N 11°16′17.59″E           |                   | MARIETTA MASSA NATA 1859 DEPORTATA AUSCHWITZ ASSASSINATA 30.6.1944                                                                         | Marietta Massa - (Firenze, 26 agosto 1859 - Auschwitz, 30 giugno 1944), figlia di Abramo e Adele Levi. |
| 5 maggio 2021     | Via Amendola, 2 43°45′59.84″N 11°16′17.59″E           |                   | AMEDEO BEMPORAD NATO 1869 DEPORTATO AUSCHWITZ ASSASSINATO 30.6.1944                                                                        | Amedeo Bemporad - (Pisa, 8 maggio 1869 - Auschwitz, 30 giugno 1944), figlio di Cesare e Gioconda Levi, celibe, merciaio. |
| 5 maggio 2021     | Via Amendola, 2 43°45′59.84″N 11°16′17.59″E           |                   | ESTER SESSI NATA 1863 DEPORTATA AUSCHWITZ ASSASSINATA 30.6.1944                                                                            | Ester Sessi - (Cortona 17 ottobre 1863 - Auschwitz, 14 novembre 1943), figlia di Angiolo e Albina Borghi, sarta. |
| 18 gennaio 2022   | Via Duprè, 51 43°46′57.72″N 11°16′37.61″E             |                   | QUI ABITAVA LEONE CAMERINO NATO 1870 ARRESTATO 6.11.1943 DEPORTATO AUSCHWITZ ASSASSINATO 14.11.1953                                        | Leone Camerino - (Pitigliano 13 dicembre 1870 - Auschwitz, 14 novembre 1943), figlio di Samuele e Michelina Paggi. Non sopravvive alla Shoah. |
| 18 gennaio 2022   | Via Manin, 3 43°46′30.16″N 11°16′28.16″E              |                   | QUI ABITAVA ANNETTA DISEGNI VOGELMANN NATA 1904 ARRESTATA 20.12.1943 DEPORTATA AUSCHWITZ ASSASSINATA 6.2.1944                              | Annetta Disegni Vogelmann - (Genova, 27 febbraio 1904 - Auschwitz, 6 febbraio 1944), figlia di Dario e Elvira Momigliano, madre di Sissel Vogelmann. Non sopravvive alla Shoah. |
| 18 gennaio 2022   | Via Manin, 3 43°46′30.16″N 11°16′28.16″E              |                   | QUI ABITAVA SISSEL VOGELMANN NATA 1935 ARRESTATA 20.12.1943 DEPORTATA AUSCHWITZ ASSASSINATA 6.2.1944                                       | Sissel Vogelmann - (Torino, 3 settembre 1935 - Auschwitz, 6 febbraio 1935), figlia di Schulim e Anna Disegni. Non sopravvive alla Shoah. |
| 18 gennaio 2022   | Via Masaccio, 76 43°46′38″N 11°16′28.64″E             |                   | QUI ABITAVA GINA CAVE BONDÌ NATA 1888 ARRESTATA 6.11.1888 DEPORTATA AUSCHWITZ ASSASSINATA                                                  | Gina Cave Bondì - (Livorno, 27 giugno 1874 - Auschwitz, ???), figlia di Augusto e Rosa Levi, moglie di Giulio Segré. Non sopravvive alla Shoah. |
| 18 gennaio 2022   | Via Masaccio, 76 43°46′38″N 11°16′28.64″E             |                   | QUI ABITAVA GIULIO SEGRÉ NATO 1878 ARRESTATO 6.11.1943 DEPORTATO AUSCHWITZ ASSASSINATO                                                     | Giulio Segré - (Bozzolo, 13 ottobre 1878 - Auschwitz, 14 novembre 1943), figlio di Attilio e Benvenuta Finzi, coniugato con Gina Cave Bondì. Non sopravvive alla Shoah. |
| 18 gennaio 2022   | Via Masaccio, 76 43°46′38″N 11°16′28.64″E             |                   | QUI ABITAVA LIDIA SEGRÉ NATA 1842 ARRESTATA 6.11.1943 DEPORTATA AUSCHWITZ ASSASSINATA                                                      | Lidia Segré - (Firenze, 21 ottobre 1910 - Auschwitz, ???), figlia di Giulio e Gina Cave Bondì, sorella di Elena Segré. Non sopravvive alla Shoah. |
| 18 gennaio 2022   | Via Masaccio, 76 43°46′38″N 11°16′28.64″E             |                   | QUI ABITAVA ELENA SEGRÉ NATA 1910 ARRESTATA 6.11.1943 DEPORTATA AUSCHWITZ ASSASSINATA                                                      | Elena Segré - (Firenze, 11 febbraio 1920- Auschwitz, ???), figlia di Giulio e Gina Cave Bondì . Non sopravvive alla Shoah. |
| 18 gennaio 2022   | Via Capo di Mondo, 50 43°46′23.98″N 11°16′38.41″E     |                   | QUI ABITAVA OLIVIERO DELLA TORRE NATO 1898 ARRESTATO 30.9.1943 DEPORTATO AUSCHWITZ ASSASSINATO                                             | Oliviero Della Torre - (Firenze, 18 maggio 1958 - Auschwitz, ???), figlio di Attilio Salomone e Celestina Stella Veneziani, coniugato con Anna Lino Fiano, padre di Massimo e Manlio Della Torre. Non sopravvive alla Shoah. |
| 18 gennaio 2022   | Via Capo di Mondo, 50 43°46′23.98″N 11°16′38.41″E     |                   | QUI ABITAVA ANNA LINA FIANO NATA 1894 ARRESTATA 30.9.1943 DEPORTATA AUSCHWITZ ASSASSINATA                                                  | Anna Lina Fiano - (Firenze, 17 gennaio 1894 - Auschwitz, ???), figlia di Alfredo e Gemma Bemporad, moglie di Oliviero Della Torre, madre di Massimo e Manlio. Non sopravvive alla Shoah. |
| 18 gennaio 2022   | Via Capo di Mondo, 50 43°46′23.98″N 11°16′38.41″E     |                   | QUI ABITAVA MASSIMO DELLA TORRE NATO 1929 ARRESTATO 30.9.1943 DEPORTATO AUSCHWITZ ASSASSINATO                                              | Massimo Della Torre - (Firenze, 25 luglio 1929 - Auschwitz, ???), figlio di Oliviero e Anna Lina Fiano, fratello di Manlio. Non sopravvive alla Shoah. |
| 18 gennaio 2022   | Via Capo di Mondo, 50 43°46′23.98″N 11°16′38.41″E     |                   | QUI ABITAVA MANLIO DELLA TORRE NATO 1935 ARRESTATO 30.9.1943 DEPORTATO AUSCHWITZ ASSASSINATO                                               | Manlio Della Torre - (Firenze, 1 luglio 1935 - Auschwitz, ???), figlio di Oliviero e Anna Lina Fiano, fratello di Massimo. Non sopravvive alla Shoah. |
| 18 gennaio 2022   | Piazza Santo Spirito, 9 43°45′58.53″N 11°14′50.83″E   |                   | QUI ABITAVA RUDOLF LEVY NATO 1875 ARRESTATO 12.12.1943 DEPORTATO AUSCHWITZ ASSASSINATO 6.2.1944                                            | Rudolf levy - (Stettino, 15 luglio 1875 - Auschwitz, 6 febbraio 1944), figlio di Julius e Therese Riess. Non sopravvive alla Shoah. |
| 18 gennaio 2022   | Via Mannelli, 25 43°46′20.78″N 11°16′50.87″E          |                   | QUI ABITAVA ARCHIMEDE PIANI NATO 1903 DEPORTATO MAUTHAUSEN ASSASSINATO 27.4.1944 GUSEN                                                     | Archimede Piani - (Pontassieve, 1903 - Gusen, 27 aprile 1944) |
| 12 gennaio 2023   | Benedetto da Maiano, 7 43°46′55.83″N 11°17′52.51″E    |                   | QUI ABITAVA ALESSANDRO VALOBRA NATO 1869 ARRESTATA 28.11.1943 DEPORTATO AUSCHWITZ ASSASSINATO 11.12.1943                                   | Alessandro Valobra - (Genova, 10 Aprile 1859 - Auschwitz, 11 dicembre 1943), figlio di Pacifico e Maria Sinigallia, coniugato con Giulia Giuditta Colombo, padre di Violetta Valobra. Arrestato con la famiglia nel novembre 1943. Nessuno di loro sopravvive alla Shoah. |
| 12 gennaio 2023   | Benedetto da Maiano, 7 43°46′55.83″N 11°17′52.51″E    |                   | QUI ABITAVA GIULIA GIUDITTA COLOMBO NATA 1880 ARRESTATA 28.11.1943 DEPORTATA AUSCHWITZ ASSASSINATA 11.12.1943                              | Giulia Giuditta Colombo - (Fossano, 13 dicembre 1880 - Auschwitz, 11 dicembre 1943), figlia di Abramo e Benedetta Segré, moglie di Alessandro Valobra, madre di Violetta Valobra, arrestata col marito e figlia, non sopravvive alla Shoah. |
| 12 gennaio 2023   | Benedetto da Maiano, 7 43°46′55.83″N 11°17′52.51″E    |                   | QUI ABITAVA VIOLETTA VALOBRA NATA 1920 ARRESTATA 28.11.1943 DEPORTATA AUSCHWITZ ASSASSINATA                                                | Violetta Valobra - (Luton, 24 agosto 1920 - Auschwitz, ???), figlia di Alessandro e Giulia Giuditta Colombo, condivide il tragico destino dei genitori. Non sopravvive alla Shoah. |
| 12 gennaio 2023   | Via Fossombroni, 2 43°46′24.19″N 11°16′21.63″E        |                   | QUI ABITAVA GIULIO FORTI NATO 1884 ARRESTATO 30.11.1943 DEPORTATO AUSCHWITZ ASSASSINATO 6.2.1944                                           | Giulio Forti - (Firenze, 13 gennaio 1884 - Auschwitz, 6 febbraio 1944), figlio di Cesare Forti e Fanny Bauer. Imprenditore, per sfuggire le persecuzioni tenta l'espatrio in Svizzera, ma viene respinto alla frontiera e arrestato a Cannobio; carcerato a Milano quindi deportato ad Auschwitz dov'è assassinato all'arrivo al campo. |
| 12 gennaio 2023   | Via Capo di Mondo, 8 43°46′14.62″N 11°16′31.8″E       |                   | QUI ABITAVA DILLIO CINELLI NATO 1891 ARRESTATO 21.2.1944. DEPORTATO MAUTHAUSEN ASSASSINATO 15.4.1945 GUSEN                                 | Dillio Cinelli - (Siena, 1891 - Gusen, 15 aprile 1945), antifascista, attenzionato dalla Questura per le sue idee politiche è arrestato nel febbraio del '44 e deportato nel Reich destinato a Mauthausen quindi Gusen dove si spegne il 15 aprile 1945. |
| 12 gennaio 2023   | Via degli Artisti, 21 43°46′14.62″N 11°16′31.8″E      |                   | QUI ABITAVA DARIA MONDOLFI NATA 1867 ARRESTATA 6.4.1944. DEPORTATA AUSCHWITZ ASSASSINATA 23.5.1944                                         | Daria Mondolfi - (Firenze, 17 gennaio 1867 - Auschwitz, 23 maggio 1944), figlia dii David e Livia Castelli. Arrestata a Firenze, internata a Fossoli deportata ad Auschwitz, assassinata il giorno stesso del suo arrivo al campo. |
| 13 gennaio 2023   | Via Aretina 133 43°46′08.09″N 11°17′13.55″E           |                   | QUI ABITAVA BRUNO CORSI NATO 1912 CATTURATO 12.9.1943 INTERNATO FALLINGBOSTEL ASSASSINATO 17.9.1944 BRAUNSCHWEIG                           | Bruno Corsi - (Campi Bisenzio, 1912 - Braunschweig, 17 settembre 1944), artigliere, catturato dai tedeschi nei giorni immediatamente successivi la proclamazione dell'armistizio dell'8 settembre 1943. Deportato nel Reich destinato al Campo di Fallingbostel, quindi a Braunschweig dove muore il 17 settembre 1944. |
| 13 gennaio 2023   | Via Giambattista Vico, 11 43°46′25.07″N 11°16′32.86″E |                   | QUI ABITAVA ZAIRA COEN NATA 1879 ARRESTATA 15.4.1944 DEPORTATA AUSCHWITZ ASSASSINATA 23.5.1944                                             | Zaira Coen - (Mantova, 4 ottobre 1879 - Auschwitz, 23 maggio 1944), figlia di Ernesto e Erminia Rimini, sorella di Ione Coen. Si laurea nel 1905 a Bologna dove conosce Italo Righi che sposa nel 1919. Trasferitisi a Sassari, città natia di Italo, Zaira insegna in diversi istituti, iscritta PNF. Con l'emanazione delle Leggi razziali fasciste subisce la sospensione dall'insegnamento e successivamente il licenziamento. Alla morte del marito raggiunge la sorella Ione a Firenze dove saranno entrambe arrestate, nel marzo 1944, e deportate ad Auschwitz. Entrambe assassinate al loro arrivo al campo. Una pietra d'inciampo a lei intitolata è posata a Sassari il 26 gennaio 2021. |
| 13 gennaio 2023   | Via Giambattista Vico, 11 43°46′25.07″N 11°16′32.86″E |                   | QUI ABITAVA IONE COEN NATA 1883 ARRESTATA 15.4.1944 DEPORTATA AUSCHWITZ ASSASSINATA 23.5.1944                                              | Ione Coen - (Mantova, 27 ottobre 1883 - Auschwitz, 23 maggio 1944), figlia di Ernesto e Erminia Rimini, sorella di Zaira Coen. Arrestata insieme alla sorella e con lei deportata ad Auschwitz. Entrambe assassinate al loro arrivo al campo. |
| 18 gennaio 2024   | Via dei mille, 100 43°47′01.96″N 11°16′25.47″E        |                   | QUI FU ARRESTATO ALDO CAMPAGNANO NATO 1910 ARRESTATO 3.2.1944 DEPORTATO AUSCHWITZ ASSASSINATO 31.12.1944 GLEIWITZ                          | Aldo Campagnano - (Firenze, 2 maggio 1910 - Gleiwitz, 31 dicembre 1944), figlio di Ermanno e Irma Modigliani. Arrestato a Firenze, internato a Fossoli, quindi deportato ad Auschwitz dove giunge il 23 febbraio. Muore il 31 dicembre 1944 nel sottocampo di Gleiwitz. |
| 18 gennaio 2024   | Via Arnolfo, 4 43°46′00.89″N 11°16′35.99″E            |                   | QUI FU ARRESTATO TOMMASO CIULLINI NATO 1903 ARRESTATO 7.3.1944. DEPORTATO MAUTHAUSEN ASSASSINATO 6.5.1944 EBENSEE                          | Tommaso Ciullini - (Firenze, 1903 - Ebensee, 6 maggio 1944) |

### Quartiere 3
Il Quartiere 3 di Firenze accoglie 9 pietre d'inciampo.
| Pietra d'inciampo | Pietra d'inciampo                                 | Pietra d'inciampo | Pietra d'inciampo                                                                                                   | Note biografiche |
| Data di posa      | Luogo di posa                                     | Stolpersteine     | Incisione | Note biografiche |
| ----------------- | ------------------------------------------------- | ----------------- | --- | --- |
| 9 gennaio 2020    | Via del Gelsomino, 29 43°45′03.66″N 11°14′31.37″E |                   | QUI ABITAVA RODOLFO LEVI NATO 1882 ARRESTATO 6.2.1944 DEPORTATO AUSCHWITZ ASSASSINATO 26.2.1944                     | Rodolfo Levi - (Firenze, 2 aprile 1882 - Auschwitz, 26 febbraio 1944) |
| 9 gennaio 2020    | Via del Gelsomino, 29 43°45′03.66″N 11°14′31.37″E |                   | QUI ABITAVA NOEMI LEVI NATA 1911 ARRESTATA 6.2.1944 DEPORTATA AUSCHWITZ ASSASSINATA 26.2.1944                       | Noemi Levi - (Firenze, 14 aprile 1911 - Auschwitz, 26 febbraio 1944) |
| 9 gennaio 2020    | Via del Gelsomino, 29 43°45′03.66″N 11°14′31.37″E |                   | QUI ABITAVA RINA PROCACCIA NATA 1884 ARRESTATA 6.2.1944 DEPORTATA AUSCHWITZ ASSASSINATA 26.2.1944                   | Rina Procaccia - (Firenze, 06 maggio 1884 - Auschwitz, 26 febbraio 1944) |
| 9 gennaio 2020    | Via del Gelsomino, 29 43°45′03.66″N 11°14′31.37″E |                   | QUI ABITAVA AMELIA PROCACCIA NATA 1897 ARRESTATA 6.2.1944 DEPORTATA AUSCHWITZ ASSASSINATA                           | Amelia Procaccia - (Firenze, 20 luglio 1897 - Auschwitz, ????) |
| 9 gennaio 2020    | Via del Gelsomino, 29 43°45′03.66″N 11°14′31.37″E |                   | QUI ABITAVA ANGELO SINIGAGLIA NATO 1902 ARRESTATO 6.2.1944 DEPORTATO AUSCHWITZ ASSASSINATO 13.3.1945 MAUTHAUSEN     | Angelo Sinigaglia - (Modena, 25 agosto 1902 - Mauthausen, 13 marzo 1945) |
| 9 gennaio 2020    | Via del Gelsomino, 29 43°45′03.66″N 11°14′31.37″E |                   | QUI ABITAVA ALDA SINIGAGLIA NATA 1933 ARRESTATA 6.2.1944 DEPORTATA AUSCHWITZ ASSASSINATA 10.4.1944                  | Alda Sinigaglia - (Firenze, 27 novembre 1933 - Auschwitz, 10 aprile 1944) |
| 20 gennaio 2022   | Via Orsini, 51 43°45′47.73″N 11°16′39.73″E        |                   | QUI ABITAVA BRUNO BALDINI NATO 1895 DEPORTATO MAUTHAUSEN ASSASSINATO 6.4.1945                                       | Bruno Baldini - (Firenze, 1895 - Mauthausen, 6 aprile 1945) |
| 13 gennaio 2023   | Via di Ripoli, 124 43°45′20.87″N 11°17′24.24″E    |                   | QUI ABITAVA CESARE MORI NATO 1895 ARRESTATO 7.3.1944 DEPORTATO MAUTHAUSEN ASSASSINATO 25.8.1944                     | Cesare Mori - (San Casciano, 1895 - Hartheim, 25 agosto 1944), per la sua partecipazione allo sciopero generale dei primi di marzo 1944 è arrestato e deportato nel Reich. Assassinato nel castello di Hartheim il 25 agosto 1944. |
| 22 gennaio 2025   | Via del Paradiso, 6 43°45′20.66″N 11°17′20.81″E   |                   | QUI ABITAVA VASCO POGGESI NATO 1922 ARRESTATO DEPORTATO 28.9.1944 FLOSSENBÜRG MAUTHAUSEN ASSASSINATO 4.2.1945 GUSEN | Vasco Poggesi - (San Giovanni Valdarno, 29 febbraio 1922 - Gusen, 4 febbraio 1945), partigiano della "Brigata Sinigaglia", celibe, elettricista. Arrestato nel corso del rastrellamento sul monte Secchieta della primavera 1944, è inviato come lavoratore boschivo coatto in Austria. Insieme ad altri compagni di internamento tenta la fuga per rientrare in Italia ma è catturato. Il 2 agosto 1944 a Salisburgo un tribunale nazista processa alcuni membri della Rete del "Fronte Clandestino di Resistenza dei Ferrovieri Italiani". Vasco, tra questi, è condannato a morte. Deportato nel Reich con destinazione Flossenbürg prima di Mauthausen. Muore nel sottocampo di Gusen il 4 febbraio 1945. Una pietra d'inciampo in suo ricordo è posata anche a Salisburgo. |

### Quartiere 5
Il Quartiere 5 di Firenze accoglie 30 pietre d'inciampo.
| Pietra d'inciampo | Pietra d'inciampo                                 | Pietra d'inciampo | Pietra d'inciampo                                                                                          | Note biografiche |
| Data di posa      | Luogo di posa                                     | Stolpersteine     | Incisione                                                                                                  | Note biografiche |
| ----------------- | ------------------------------------------------- | ----------------- | --- | --- |
| 20 gennaio 2022   | Piazza Vieusseux, 3 43°47′20.83″N 11°14′53.97″E   |                   | QUI ABITAVA ENRICO CASTELLI NATO 1869 ARRESTATO 31.3.1944 DEPORTATO AUSCHWITZ ASSASSINATO 23.5.1944        | Enrico Castelli - (Livorno, 5 dicembre 1869 - Auschwitz, 23 maggio 1944), figlio Salomone e Ester Padova, genitore di Olga Renata Castelli. |
| 20 gennaio 2022   | Piazza Vieusseux, 3 43°47′20.83″N 11°14′53.97″E   |                   | QUI ABITAVA OLGA RENATA CASTELLI NATA 1919 ARRESTATA 31.3.1944 DEPORTATA AUSCHWITZ ASSASSINATA 31.7.1944   | Olga Renata Castelli - (Palermo, 15 marzo 1919 - Auschwitz, 31 luglio 1944), figlia di Enrico Castelli e Alba Castelletti. |
| 20 gennaio 2022   | Via Trieste, 20 43°47′21.33″N 11°15′29.15″E       |                   | QUI ABITAVA ELENA CALÒ NATA 1875 DEPORTATA AUSCHWITZ ASSASSINATA 30.8.1944                                 | Elena Calò - (Firenze, 14 marzo 1875 - Auschwitz, 30 agosto 1944), sorella di Ernesto Calò. |
| 20 gennaio 2022   | Via Trieste, 20 43°47′21.33″N 11°15′29.15″E       |                   | QUI ABITAVA ERNESTO CALÒ NATO 1877 DEPORTATO AUSCHWITZ ASSASSINATO 30.6.1944                               | Ernesto Calò - (Firenze, 2 giugno 1877 - Auschwitz, 30 agosto 1944), figlio di Samuele e Rosa Procaccia, fratello di Elena Calò. |
| 11 gennaio 2023   | Via Leone X, 4 43°46′58.8″N 11°15′17.89″E         |                   | QUI ABITAVA RICCARDO DALLA VOLTA NATO 1862 ARRESTATO 8.2.1944 DEPORTATO AUSCHWITZ ASSASSINATO 10.4.1944    | Riccardo Dalla Volta - (Mantova, 28 ottobre 1862 - Auschwitz, 10 aprile 1944), eminente economista, docente universitario, componente del consiglio di amministrazione dell'IRI per volontà del governo fascista di cui era sostenitore, finché l'emanazione delle Leggi razziali fasciste del 1938 posero fine alla sua carriera accademica decretandone la morte sociale prima e fisica successivamente all'arresto del febbraio 1942, unitamente ai figli Enrico e Margherita, con la deportazione ad Auschwitz dove è assassinato il giorno stesso del suo arrivo al campo, 10 aprile 1944. |
| 11 gennaio 2023   | Via Leone X, 4 43°46′58.8″N 11°15′17.89″E         |                   | QUI ABITAVA ENRICO DALLA VOLTA NATO 1894 DEPORTATO AUSCHWITZ ASSASSINATO 26.2.1944                         | Enrico Dalla Volta - (Firenze, 27 febbraio 1894 - Auschwitz, 26 febbraio 1944), figlio di Riccardo e Amalia Finzi, fratello di Margherita. Arrestato con il padre e la sorella, con loro detenuto a Fossoli prima della deportazione nel Reich, ad Auschwitz dove è assassinato il 26 febbraio 1944. |
| 11 gennaio 2023   | Via Leone X, 4 43°46′58.8″N 11°15′17.89″E         |                   | QUI ABITAVA MARGHERITA DALLA VOLTA NATA 1903 ARRESTATA 8.2.1944 DEPORTATA AUSCHWITZ ASSASSINATA            | Margherita Dalla Volta - (Firenze, 16 dicembre 1903 - Auschwitz, ???), figlia di Riccardo e Amalia Finzi, sorella di Enrico. Arrestata con il padre ed il fratello, con loro detenuta a Fossoli prima della deportazione nel Reich, ad Auschwitz. Non sopravvive alla Shoah. |
| 12 gennaio 2023   | Via delle Panche, 142 43°48′26.2″N 11°14′23.73″E  |                   | QUI ABITAVA GOFFREDO PASSIGLI NATO 1889 ARRESTATO 3.12.1943 DEPORTATO AUSCHWITZ ASSASSINATO 15.2.1944      | Goffredo Passigli - (Sorano, 17 luglio 1889 - Auschwitz, 15 febbraio 1944), figlio di Giuseppe e Ersilia Paggi, fratello di Jenny, padre di Leone e Giuseppe. Arrestato con i due figli ad inizio dicembre 1943, con loro deportato ad Auschwitz dove muore il 15 febbraio 1944. Nemmeno i figli sopravvivono alla Shoah, moriranno ad Ebensee nel febbraio e nel marzo 1945. |
| 12 gennaio 2023   | Via delle Panche, 142 43°48′26.2″N 11°14′23.73″E  |                   | QUI ABITAVA LEONE PASSIGLI NATO 1913 ARRESTATO 3.12.1943 DEPORTATO AUSCHWITZ ASSASSINATO 15.2.1944         | Leone Passigli - (Ferrara, 27 marzo 1913 - Auschwitz, 15 febbraio 1945), figlio di Goffredo e Agnese Raggio, fratello di Giuseppe, è arrestato col padre e fratello il 3 dicembre 1943. Deportato nel Reich ad Auschwitz, trasferito a Mathausen prima e Ebensee poi dove morirà il 15 Febbraio 1945. Nemmeno il fratello sopravvive alla Shoah. |
| 12 gennaio 2023   | Via delle Panche, 142 43°48′26.2″N 11°14′23.73″E  |                   | QUI ABITAVA GIUSEPPE PASSIGLI NATO 1923 ARRESSTATO 3.12.1943 ADEPORTATO AUSCHWITZ ASSASSINATO 8.3.1944     | Giuseppe Passigli - (Ferrara, 13 febbraio 1923 - Auschwitz, 8 marzo 1945), figlio di Goffredo e Agnese Raggio, fratello di Leone, è arrestato col padre e fratello nel dicembre 1943. Deportato ad Auschwitz. Nel Gennaio 1945 inizia insieme al fratello Leone la lunga marcia. Arrivano a Mathausen nel Febbraio 1945 e sono poi trasferiti ad Ebensee dove Giuseppe morirà l'8 Marzo 1945. |
| 12 gennaio 2023   | Via delle Panche, 142 43°48′26.2″N 11°14′23.73″E  |                   | QUI ABITAVA JENNY PASSIGLI NATA 1883 DEPORTATA AUSCHWITZ ASSASSINATA 30.6.1944                             | Jenny Passigli - (Sorano, 28 maggio 1883 - Auschwitz, 30 giugno 1944), figlia di Giuseppe e Ersilia Pagi, madre di Liliana. Arrestata con la figlia, dopo la detenzione nel campo di Fossoli con lei è deportata nel Reich, destinazione Auschwitz dove è assassinata il giorno stesso dell'arrivo al campo. Anche la figlia non sopravvive alla Shoah. |
| 12 gennaio 2023   | Via delle Panche, 142 43°48′26.2″N 11°14′23.73″E  |                   | QUI ABITAVA LILIANA PASSIGLI NATA 1916 DEPORTATA AUSCHWITZ ASSASSINATA 30.11.1944                          | Liliana Passigli - (Firenze, 2 febbraio 1916 - Auschwitz, 30 novembre 1944), figlia di Jenny Passigli è arrestata con la madre e con lei deportata ad Auschwitz. Sopravvive alla madre di solo qualche mese. |
| 13 gennaio 2023   | Via Fabbroni, 26 43°48′26.2″N 11°14′23.73″E       |                   | QUI ABITAVA ALBERTINA CASSUTO NATA 1889 ARRESTATA 10.5.1944 DEPORTATA AUSCHWITZ ASSASSINATA                | Albertina Cassuto - (Firenze, 19 maggio 1889 - Auschwitz, ???), figlia di Augusto e Ida Funaro, moglie di Giuseppe Ferro, madre di Ugo, Mario e Anna Ferro è arrestata con tutti i famigliari e con loro deportata prima a Fossoli quindi ad Auschwitz. Nessuno sopravvive alla Shoah. |
| 13 gennaio 2023   | Via Fabbroni, 26 43°48′26.2″N 11°14′23.73″E       |                   | QUI ABITAVA GIUSEPPE FERRO NATO 1902 ARRESTATO 10.5.1944 DEPORTATO AUSCHWITZ ASSASSINATO                   | Giuseppe Ferro - (Livorno, 22 settembre 1902 - Auschwitz, ???), figlio di Enrico e Giulia Ferro, coniuge di Albertina Cassuto, padre di Ugo, Mario e Anna con i famigliari è arrestato e ne condivide il tragico destino. All'arresto del 10 maggio '44 segue la detenzione a Fossoli quindi l'internamento ad Auschwitz. Non sopravvive alla Shoah. |
| 13 gennaio 2023   | Via Fabbroni, 26 43°48′26.2″N 11°14′23.73″E       |                   | QUI ABITAVA UGO FERRO NATO 1930 ARRESTATO 10.5.1944 DEPORTATO AUSCHWITZ ASSASSINATO                        | Ugo Ferro - (Firenze, 11 luglio 1930 - Auschwitz, ???), figlio di Giuseppe e Albertina Cassuto, fratello di Mario e Anna. Condivide il tragico destino dei genitori e fratelli. All'arresto del 10 maggio '44 segue la detenzione a Fossoli quindi l'internamento ad Auschwitz. Come i due famigliari non sopravvive alla Shoah. |
| 11 gennaio 2024   | Via di Santa Marta, 7 43°47′55.88″N 11°15′19.64″E |                   | QUI FU ARRESTATA RACHELE LINDENBAUM PLESSNER NATA 1883 ARRESTATA 8.12.1943 DEPORTATA AUSCHWITZ ASSASSINATA | Rachele Lindenbaum Plessner - (Anversa, 20 ottobre 1883 - Auschwitz, 6 febbraio 1944), coniuge di Jules Plessner, madre di Sara Plessner Ziegler. Arrestata con la figlia Sara e i nipoti Liliana e Jack Ziegler. Nessuno sopravvive alla Shoah. |
| 11 gennaio 2024   | Via di Santa Marta, 7 43°47′55.88″N 11°15′19.64″E |                   | QUI FU ARRESTATA SARA PLESSNER ZIEGLER NATA 1917 ARRESTATA 8.12.1943 DEPORTATA AUSCHWITZ ASSASSINATA       | Sara Plessner Ziegler - (Cracovia, 8 aprile 1917 - Auschwitz, ???), figlia di Jules Plessner e Rachele Lindenbaum, madre di Liliana e Jack Ziegler. Con la madre e i due figli è arrestata a Firenze, con loro deportata ad Auschwitz. Nessuno sopravvive alla Shoah. |
| 11 gennaio 2024   | Via di Santa Marta, 7 43°47′55.88″N 11°15′19.64″E |                   | QUI FU ARRESTATA LILIANA ZIEGLER NATA 1937 ARRESTATA 8.12.1943 DEPORTATA AUSCHWITZ ASSASSINATA             | Liliana Ziegler - (Bruxelles, 10 ottobre 1937 - Auschwitz, 6 febbraio 1944), figlia di Joseph Ziegler e Sara Plessner, sorella di Jack Ziegler. Condivide il tragico destino dei familiari: nessuno sopravvive alla Shoah. |
| 11 gennaio 2024   | Via di Santa Marta, 7 43°47′55.88″N 11°15′19.64″E |                   | QUI FU ARRESTATO JACK ZIEGLER NATO 1939 ARRESTATO 8.12.1943 DEPORTATO AUSCHWITZ ASSASSINATO                | Jack Ziegler - (Bruxelles, 6 giugno 1939 - Auschwitz, 6 febbraio febbraio 1944), figlio di Joseph Ziegler e Sara Plessner, fratello di Liliana. Condivide il tragico destino dei familiari: nessuno sopravvive alla Shoah. |
| 11 gennaio 2024   | Via del Romito, 6 43°47′04.72″N 11°14′52.86″E     |                   | QUI ABITAVA CONCEZIO CIERI NATO 1920 ARRESSTATO 8.3.1944 DEPORTATO MAUTHAUSEN ASSASSINATO 3.12.1944 GUSEN  | Concezio Cieri |
| 11 gennaio 2024   | Via Pagnini, 29 43°47′04.72″N 11°14′52.86″E       |                   | QUI ABITAVA STELLA PASSIGLI NATA 1867 ARRESTATATA 29.2.1944 DEPORTATA AUSCHWITZ ASSASSINATA 10.4.1944      | Stella Passigli - (Firenze, 17 ottobre 1867 - Auschwitz, 10 aprile 1944), figlia di Raffaello e Chiara Modigliani, madre di Enzo e Rodolfo. Nessuno sopravvive alla Shoah. |
| 11 gennaio 2024   | Via Pagnini, 29 43°47′04.72″N 11°14′52.86″E       |                   | QUI ABITAVA ENZO PASSIGLI NATO 1896 ARRESTATO 29.2.1944 DEPORTATO AUSCHWITZ ASSASSINATO 10.4.1944          | Enzo Passigli - (Firenze, 27 luglio 1896 - Auschwitz, 10 aprile 1944), figlio di Carlo e Stella Passigli, fratello di Rodolfo Passigli, condivide il tragico destino dei famigliari. Non sopravvive alla Shoah. |
| 11 gennaio 2024   | Via Pagnini, 29 43°47′04.72″N 11°14′52.86″E       |                   | QUI ABITAVA RODOLFO PASSIGLI NATO 1899 ARRESTATO 8.3.1944 DEPORTATO AUSCHWITZ ASSASSINATO 10.4.1944        | Rodolfo Passigli - (Firenze, 12 marzo 1899 - Auschwitz, 10 aprile 1944), figlio di Carlo e Stella Passigli, fratello di Enzo Passigli, Condivide il tragico destino dei famigliari. Non sopravvive alla Shoah. |
| 11 gennaio 2024   | Via Fabbroni, 26 43°47′23.26″N 11°15′14″E         |                   | QUI ABITAVA MARIO FERRO NATO 1926 ARRESTATO 10.5.1944 DEPORTATO AUSCHWITZ ASSASSINATO                      | Mario Ferro - (Firenze, 11 giugno 1926 - Auschwitz, ???), figlio di Giuseppe e Albertina Cassuto, fratello di Ugo e Anna. Condivide il tragico destino dei famigliari. All'arresto del 10 maggio '44 segue la detenzione a Fossoli quindi l'internamento ad Auschwitz. Non sopravvive alla Shoah. |
| 11 gennaio 2024   | Via Fabbroni, 26 43°47′23.26″N 11°15′14″E         |                   | QUI ABITAVA ANNA FERRO NATA 1932 ARRESTATA 10.5.1944 DEPORTATA AUSCHWITZ ASSASSINATA                       | Anna Ferro - (Firenze, 26 luglio 1932 - Auschwitz, ???), figlia di Giuseppe e Albertina Cassuto; con loro ed i due fratelli Ugo e Mario, è arrestata il 10 maggio '44. Detenuti prima a Fossoli quindi deportati ad Auschwitz. Nessuno della famiglia sopravvive alla Shoah. |
| 16 gennaio 2025   | Via delle Panche, 142 43°48′25.34″N 11°14′23.05″E |                   | QUI ABITAVA FERNANDO CALO' NATO 1912 ARRESTATO 24.1.1944 DEPORTATO AUSCHWITZ ASSASSINATO                   | Fernando Calò - (Firenze, 15 settembre 1912 - Auschwitz, ???), figlio di Eligio e Rosina Clelia Orvieto, coniugato con Iride Spizzichino, genitore di Mario, Sara e Fiorella Calò. Arrestato con l'intera sua famiglia ad Impruneta, dopo la detenzione nel carcere milanese di San Vittore, tutti sono deportati nel Reich destinati ad Auschwitz. Nessuno della famiglia sopravvive alla Shoah. |
| 16 gennaio 2025   | Via delle Panche, 142 43°48′25.34″N 11°14′23.05″E |                   | QUI ABITAVA IRIDE SPIZZICHINO CALO' NATA 1905 ARRESTATA 24.1.1944 DEPORTATA AUSCHWITZ ASSASSINATA          | Iride Spizzichino - (Pitigliano, 27 ottobre 1905 - Auschwitz, ???), figlia di Alfredo e Fernanda Servi, coniugata con Fernando Calò, madre di Mario, Sara e Fiorella Calò. Arrestata con tutti i famigliari ad Impruneta, dopo la detenzione nel carcere milanese di San Vittore, tutti sono deportati nel Reich destinati ad Auschwitz. Nessuno della famiglia sopravvive alla Shoah.. |
| 16 gennaio 2025   | Via delle Panche, 142 43°48′25.34″N 11°14′23.05″E |                   | QUI ABITAVA MARIO CALO' NATO 1938 ARRESTATO 24.1.1944 DEPORTATO AUSCHWITZ ASSASSINATO 6.2.1944             | Mario Calò - (Pitigliano, 23 aprile 1938 - Auschwitz, 6 febbraio 1944), figlio di Fernando e Iride Spizzichino, fratello di Sara e Fiorella Calò. Condivide il tragico destino dei famigliari. Assassinato al suo arrivo al campo di Auschwitz il 6 febbraio 1944. |
| 16 gennaio 2025   | Via delle Panche, 142 43°48′25.34″N 11°14′23.05″E |                   | QUI ABITAVA SARA CALO' NATA 1942 ARRESTATA 24.1.1944 DEPORTATA AUSCHWITZ ASSASSINATA 6.2.1944              | Sara Calò - (Firenze, 23 marzo 1942 - Auschwitz, 6 febbraio 1944), figlia di Fernando e Iride Spizzichino, sorella di Mario e Fiorella Calò. Condivide il tragico destino dei famigliari. Assassinata al suo arrivo al campo di Auschwitz il 6 febbraio 1944. |
| 16 gennaio 2025   | Via delle Panche, 142 43°48′25.34″N 11°14′23.05″E |                   | QUI ABITAVA FIORELLA CALO' NATA 1943 ARRESTATA 24.1.1944 DEPORTATA AUSCHWITZ ASSASSINATA 6.2.1944          | Fiorella Calò - (Firenze, 1 settembre 1943 - Auschwitz, 6 febbraio 1944), figlia di Fernando e Iride Spizzichino, sorella di Mario e Sara Calò. Condivide il tragico destino dei famigliari. Assassinata al suo arrivo al campo di Auschwitz il 6 febbraio 1944. |